# Ukrainisches Rotes Kreuz
Das Ukrainische Rote Kreuz (ukrainisch Товариство Червоного хреста України) ist nach den Genfer Abkommen von 1949 die Nationale Rotkreuz-Gesellschaft in der Ukraine und als solches Teil der Internationalen Rotkreuz- und Rothalbmond-Bewegung inklusive der Anerkennung ihrer sieben Grundsätze. Der Sitz ist in der Hauptstadt Kiew.

## Geschichte
Der erste Kongress des Ukrainischen Roten Kreuzes fand vom 15. bis 18. April 1918 in Kiew statt. Dieses Datum markiert den Beginn des Ukrainischen Roten Kreuzes als unabhängige nationale Gesellschaft. Damals gelang es jedoch nicht, die internationale Anerkennung seiner Unabhängigkeit zu erreichen, und im Jahr 1923 wurde das Ukrainische Rote Kreuz Teil der Union der Rotkreuz- und Rothalbmondgesellschaften der UdSSR.
Am 28. Oktober 1992 erließ der Präsident der Ukraine Leonid Krawtschuk ein Dekret über das Ukrainische Rote Kreuz, in dem dieses als einzige nationale Rotkreuzgesellschaft in der Ukraine anerkannt wurde.
Das Internationale Komitee vom Roten Kreuz hat das Ukrainische Rote Kreuz am 29. September 1993 als nationale Rotkreuzgesellschaft anerkannt, und durch den Beschluss der IX. Tagung der Generalversammlung der Internationalen Föderation der Rotkreuz- und Rothalbmondgesellschaften wurde das Ukrainische Rote Kreuz als Mitglied aufgenommen.

## Organisation
Das Ukrainische Rote Kreuz umfasst 24 regionale und fast 200 lokale Organisationen mit mehr als 8000 Freiwilligen, die in der gesamten Ukraine humanitäre Hilfe leisten.

## Aufgaben
- Erste-Hilfe-Ausbildung
- Internationale Humanitäre Hilfe
- Suchdienst
- Humanitäres Völkerrecht
- Psychosoziale Unterstützung
- Aufklärung über die Gefahr durch Landminen
- Blutspende
- Mobile Gesundheitsstationen
- Wohlfahrtspflege
- Hilfe für die Binnenflüchtlinge